# Nesoryzomys swarthi
Nesoryzomys swarthi är en galapagosrisråtta som förekommer endast på Santiago i ögruppen Galápagosöarna. Dess miljö där är tropiska och subtropiska torra buskmarker.
Artpitetet i det vetenskapliga namnet hedrar den amerikanska zoologen Harry Schelwald Swarth.
Arten påträffades första gången 1906 men beskrevs först 1938 och då antogs den vara utdöd. 1997 hittades åter några individer på ön, därför bedöms N. swarthi idag av IUCN som sårbar (vulnerable).
De största exemplaren av släktet Nesoryzomys når en kroppslängd (huvud och bål) av 190 mm, en svanslängd av 163 mm och en vikt av 180 g. Nesoryzomys swarthi är den största levande arten i släktet. Honor är inte lika stora som hanar. Liksom hos andra släktmedlemmar är svansen täckt av päls och honor har åtta spenar. Hårens som bildar ovansidans päls är gråa nära roten och sedan är de bandad i olika nyanser av brun vad som ger ett brunt utseende. Buken och andra delar av undersidan är ljusare brun. Även svansen är uppdelad i en mörk ovansida och en ljus undersida. Djuret har vitaktiga extremiteter.
Individerna är främst aktiva under kvällen och tidiga natten. De sover på dagen gömd i bergssprickor. Hanar har i genomsnitt 2,8 hektar stora revir som överlappar med territorierna av flera honor. Födan utgörs av frukter, gröna växtdelar och fikonkaktus. Nesoryzomys swarthi parar sig under regntiden mellan januari och april. Honor kan ha två kullar per år med två till fyra ungar. Hanar blir sällan äldre än ett år och honor kan leva två år.